# Jean-Prosper Bissuel
Pour les articles homonymes, voir Bissuel.
Jean-Prosper Bissuel, né le 30 avril 1807 à Lyon et mort dans cette même commune le 28 février 1872 , est un architecte français. Il est l'oncle de Prosper-Édouard Bissuel.

## Biographie
Jean-Prosper Bissuel étudie à l'École des beaux-arts de Lyon de 1822 à 1828 où il suit notamment les cours de Chenavard.

## Réalisations
- Caserne Bissuel en 1839, à Lyon[2].
- Immeuble au 19, rue Lanterne à Lyon[3].
- Immeuble au 9, rue de la Platière à Lyon[4].

## Distinction
- Admis à la société académique d'architecture de Lyon le 11 décembre 1841, il en deviendra président de 1867 à 1868[1].